# Robert D. Kaplan

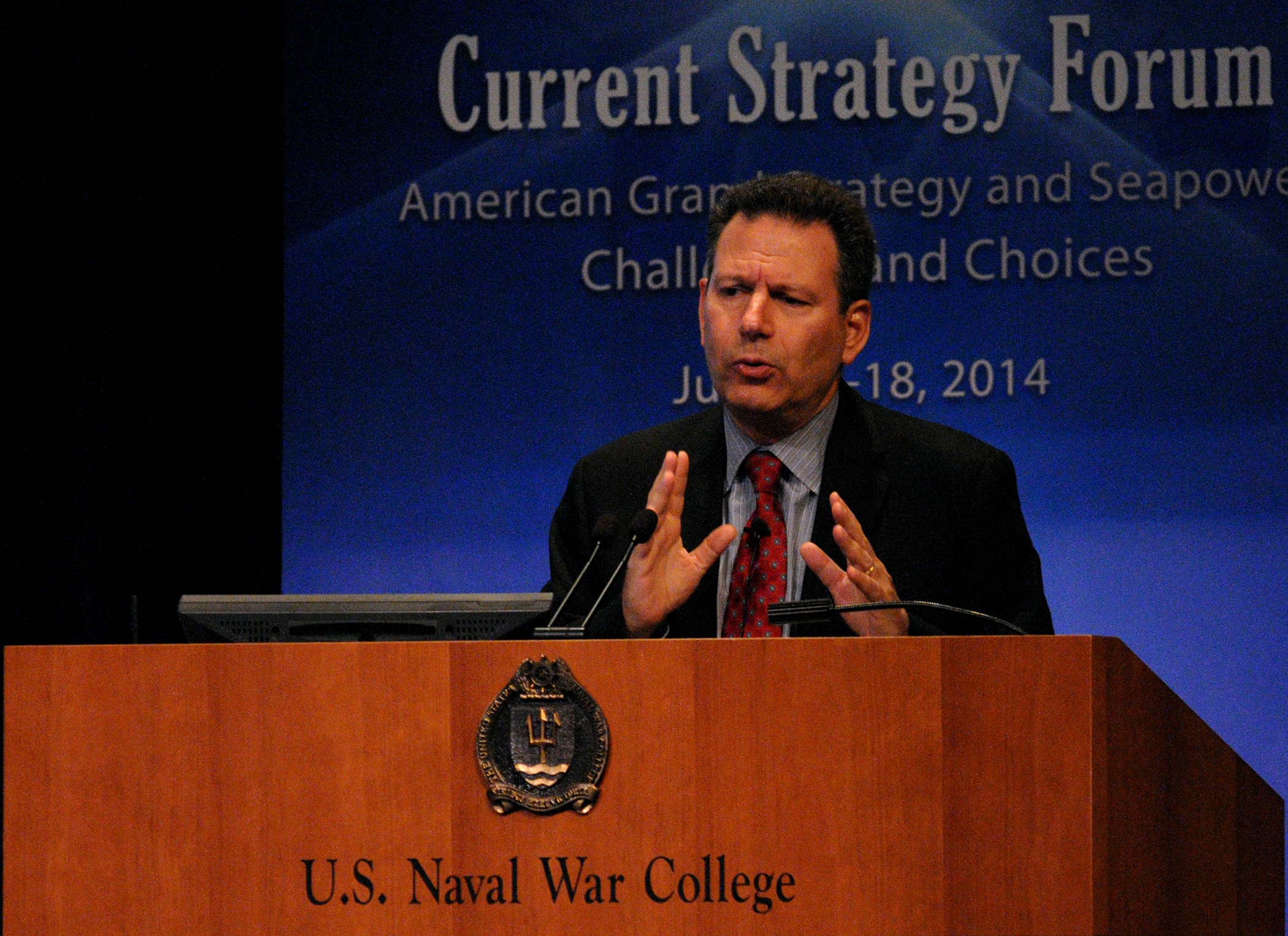
Robert D. Kaplan (2014)

Robert David Kaplan (* 23. Juni 1952 in New York) ist ein amerikanischer Journalist und Publizist.
1994 stellte Robert D. Kaplan in einem vielbeachteten Artikel für das Magazin The Atlantic Monthly mit dem Titel The Coming Anarchy ein Paradigma für die weltpolitische Entwicklung auf. Kaplan geht davon aus, dass eine globale Anarchie bevorstehe. Dies begründet er vor allem im Hinblick auf die Bürgerkriege in Afrika. Sein Vorschlag, dieser Entwicklung Einhalt zu gebieten, ist die Hegemonie eines liberal empire. Aus dieser Sicht begründe sich der Amerikanische Exzeptionalismus.
2023 bedauerte er seine frühere Unterstützung des Irakkrieges, das der amerikanischen Eroberung folgende Chaos sei für die Bevölkerung schlimmer gewesen als die vorherige Diktatur Saddam Husseins. Die amerikanische Führung habe die Gefahr der Anarchie unterschätzt, die neokonservative Hoffnung eine westliche Demokratie im Irak errichten zu können sei eine „fatale Fehleinschätzung“ gewesen. Im Gefolge des Irakkrieges seien frühere Realisten zunehmend isolationistisch geworden.

## Publikationen (Auswahl)
- Surrender or Starve: The Wars Behind the Famine. Westview Press, Boulder 1988, ISBN 0-8133-0754-6.
- Soldiers of God: With the Mujahidin in Afghanistan. Houghton Mifflin, Boston 1990, ISBN 0-395-52132-7.
- Balkan Ghosts: A Journey Through History. St. Martin’s Press, New York 1993, ISBN 0-312-08701-2.
  - deutsche Ausgabe: Die Geister des Balkan: Eine Reise durch die Geschichte und Politik eines Krisengebiets. Übersetzt von Michael Windgassen und Thomas Ziegler. Kabel, Hamburg 1993, ISBN 3-8225-0254-5.
- The Arabists: The Romance of an American Elite. Free Press, New York 1993, ISBN 0-02-916785-X.
- The Ends of the Earth: A Journey at the Dawn of the 21st Century. Random House, New York 1996, ISBN 0-679-43148-9.
  - deutsche Ausgabe: Reisen an die Grenzen der Menschheit: Wie die Zukunft aussehen wird. Übersetzt von Annegrete Lösch und Harald Stadler. Droemer Knaur, München 1996, ISBN 3-426-26860-4.
- An Empire Wilderness: Travels Into America’s Future. Random House, New York 1998, ISBN 0-679-45190-0.
- The Coming Anarchy: Shattering the Dreams of the Post Cold War. Random House, New York 2000, ISBN 0-375-50354-4.
- Eastward to Tartary: Travels in the Balkans, the Middle East, and the Caucasus. Random House, New York 2000, ISBN 0-375-50272-6.
- Warrior Politics: Why Leadership Demands a Pagan Ethos. Random House, New York 2002, ISBN 0-375-50563-6.
- Monsoon: The Indian Ocean and the Future of American Power. Random House, New York 2010, ISBN 978-1-4000-6746-6.
- The Revenge of Geography: What the Map Tells Us About Coming Conflicts and the Battle Against Fate. Random House, New York 2012, ISBN 978-1-4000-6983-5.
- In Europe’s Shadow: Two Cold Wars and a Thirty-Year Journey Through Romania and Beyond. Random House, New York 2016, ISBN 978-0-8129-8987-8.
- Earning the Rockies: How Geography Shapes America's Role in the World. Random House, New York 2017, ISBN 978-0-399-58821-1.
- The Tragic Mind: Fear, Fate, and the Burden of Power. Yale University Press, New Haven, London 2023, ISBN 978-0-300-26386-2.
- Waste Land: A World in Permanent Crisis. Random House, New York 2025, ISBN 978-0-593-73032-4.